# Atletismo nos Jogos Pan-Americanos de 1967 - Lançamento de dardo masculino
A prova do lançamento de dardo masculino nos Jogos Pan-Americanos de 1967 foi realizada em Winnipeg, Canadá.

## Medalhistas
| Ouro                             | Prata                            | Bronze                 |
| Frank Covelli USA Estados Unidos | Gary Stenlund USA Estados Unidos | Justo Perello CUB Cuba |

## Resultados
| Posição           | Nome            | Nacionalidade      | Marca | Notas |
| ----------------- | --------------- | ------------------ | ----- | ----- |
| Medalha de ouro   | Frank Covelli   | USA Estados Unidos | 74.28 |       |
| Medalha de prata  | Gary Stenlund   | USA Estados Unidos | 73.96 |       |
| Medalha de bronze | Justo Perello   | CUB Cuba           | 71.96 |       |
| 4                 | Jorge Peña      | CHI Chile          | 69.68 |       |
| 5                 | Edmundo Medina  | MEX México         | 69.44 |       |
| 6                 | Bill Heikkila   | CAN Canadá         | 66.88 |       |
| 7                 | Glen Arbeau     | CAN Canadá         | 64.86 |       |
| 8                 | Jesús Rodríguez | VEN Venezuela      | 62.50 |       |